# We Are Still Here
We Are Still Here es una película estadounidense de terror de 2015, escrita y dirigida por Ted Geoghegan. La película se estrenó mundialmente el 15 de marzo de 2015 en South by Southwest y la protagonizan Andrew Sensenig y Barbara Crampton.

## Sinopsis
Una maldición hace que, cada 30 años, un horror oculto tenga que asesinar a la familia residente en una antigua mansión. De lo contrario, el terror se cernirá sobre todo el pueblo. Ahora, una familia se acaba de mudar desde la ciudad, pues acaba de perder a su único hijo y trata de comenzar una nueva vida.

## Elenco
- Barbara Crampton como Anne Sacchetti.
- Andrew Sensenig como Paul Sacchetti.
- Larry Fessenden como Jacob Lewis.
- Lisa Marie como May Lewis.
- Monte Markham como Dave McCabe.
- Susan Gibney como Maddie.
- Michael Patrick como Harry Lewis.
- Kelsea Dakota como Daniella.
- Guy Gane IIII como Lassander Dagmar.
- Elissa Dowling como Eloise Dagmar.
- Zorah Burress como Fiona Dagmar.
- Marvin Patterson como Joe the Electrician.
- Connie Neer como Cat McCabe.

## Música
| N.º | Título           | Duración |  |
| 1.  | «The House»      | 4:45     |  |
| 2.  | «Harry»          | 2:02     |  |
| 3.  | «The Dagmars»    | 3:07     |  |
| 4.  | «Bobby»          | 2:12     |  |
| 5.  | «Cellar»         | 2:58     |  |
| 6.  | «It's Not Bobby» | 5:39     |  |
| 7.  | «The Séance»     | 3:05     |  |
| 8.  | «Dagmar's Story» | 2:28     |  |
| 9.  | «The Attack»     | 3:46     |  |
| 10. | «Accept It»      | 4:28     |  |

## Estreno
We Are Still Here fue estrenada en South by Southwest el 15 de marzo de 2015. Tuvo un estreno limitado en cines por Dark Sky Films iniciando el 5 de julio de 2015 y estrenada en vía video on demand el mismo día. Fue estrenada en DVD y Blu-ray el 6 de octubre de 2015.
El film luego fue estrenada en Australia, Canadá, Reino Unido, Alemania, Escandinavia, España y Taiwán. Y en Japón fue estrenada en cines el 12 de diciembre de 2015. y en Rusia el 17 de diciembre de 2015.

## Recepción
La película tiene un  95% de aprobación en Rotten Tomatoes.